# Thomson (geslacht)
Thomson is de naam van een oorspronkelijk Schots, later Nederlands geslacht dat veel militairen leverde.

## Geschiedenis
De stamreeks begint met James Thomson, vaandrig in het regiment van kolonel Cunningham, getrouwd met Mary Rinck, en van wie verscheidene kinderen in het begin van de achttiende eeuw in Doornik, later Breda gedoopt werden. Vele van hun nakomelingen werden militair tot in de twintigste eeuw van wie Lodewijk Thomson, in 1914 gesneuveld in Albanië, de bekendste is.
In 1931 werd het geslacht opgenomen in het genealogische naslagwerk Nederland's Patriciaat.

## Bekende telgen
James Thomson, vaandrig in het regiment van kolonel Cunningham, getrouwd met Mary Rinck
- John Thomson (1726-), luitenant in het regiment Majoriebanks, later regiment Mackay en regiment Houston
  - James Thomson (1759-1828), kapitein in het regiment van Nyvenheim (1793), gepensioneerd 1815
    - Jan Jacob Thomson (1784-1858), luitenant-kolonel, gepensioneerd 1839, Ridder Militaire Willemsorde
      - Bernard Heidenreich Thomson (1838-1898), officier van gezondheid le klasse, chef 5e afdeling van de Geneeskundige Dienst aan het Departement van Marine te Batavia, ridder in de Orde van de Nederlandse Leeuw
        - Gerrit Jan Pieter Albert Thomson (1868-1936), gepensioneerd kolonel titulair, officier in de Orde van Oranje-Nassau
        - Lodewijk Willem Johan Karel Thomson (1869-1914), majoor infanterie, lid van de Tweede Kamer der Staten-Generaal 1905-1913, van de gemeenteraad te 's-Gravenhage 1909-1913, gesneuveld in Durazzo (Albanië)
          - Maria Thomson (1899-1973); trouwt 1e 1920 Lucas Jan Stoit Dijck (1893-), luitenant ter zee 2e klasse; tr. 2e 1922 jhr. Gustaaf Alexander Berg (1896-1951), kapitein-ter-zee, lid Raad voor de Scheepvaart

      - Diederik Christoffel Henricus Thomson (1840-1891)
        - Jan Jacob Thomson (1882-1961), predikant, letterkundige

      - Jacques Willem Lodewijk Thomson (1846-1914), burgemeester van Appeltern
        - Antonia Louisa Josina Thomson (1886-); trouwt Willem Thomson (1889-), kapitein bij de Generale Staf

      - Frederik Cornelis Thomson (1848-1926), majoor der infanterie N.O.I. Leger
        - Louis Thomson (1877-), luitenant-kolonel der infanterie N.O.I. Leger b.d.
        - Christina Thomson (1879-); trouwt Elie Weyerman (1875-), luitenant-kolonel Generale Staf b.d.
        - Frederik Cornelis Thomson (1885-), luitenant-kolonel der cavalerie N.O.I. Leger
        - Marinus Thomson (1887-1954), luitenant-kolonel der cavalerie N.O.I. Leger
        - Willem Thomson (1889-), kapitein bij de Generale Staf

  - Robert Thomson (1762-1812), kapitein infanterie
    - Johan Willem Robert Thomson (1790-1812), 2e luitenant infanterie, sneuvelde in 1812 (laatste berichten uit Königsberg) op de tocht naar Rusland
    - Robert Thomson (1796-1860), kapitein plaats-majoor
      - Robert Martinus Bruno Thomson (1830-1890), sergeant-majoor
      - Jan Willem Robert Thomson (1841-1893)
        - Robert Thomson (1869-1952)
          - ir. Jan Willem Robert Thomson (1902-1973), scheepsbouwer en van 1946 tot 1965 directeur van de Amsterdamse Droogdokmaatschappij (ADM)
            - Robert Thomson (1950), van 1970 tot 2009 bankier, daarna schrijver

          - Adriaan Antoon Jacob Johan Thomson (1906-1980), tijdens mobilisatie en oorlogsdagen kapitein bij het Veldleger Stafkwartier VII Divisie, Grebbelinie. Illegaliteit van 1940-1942, o.a. verzetsgroep Erkens en contact met Parool. Gevangenschap van 15 mei 1942 tot 7 april 1945. Werd op 29 oktober 1943 ter dood veroordeeld (2x). 1946-1950 Indië, kolonel, lid Generale Staf Spoor. Nam deel aan onderhandelingen met Indonesië, Ronde Tafel Conferentie 1949. 1950 Eervol ontslag militaire dienst. Bleef als reservist dienen. Herhaalde malen in werkelijke dienst, bijvoorbeeld tijdens NATO oefeningen. Laatste bevordering in 1963 (generaal-majoor). 1950-1971 Directeur Super Fosfaatfabrieken NV Vestiging Amsterdam.

Geslachten die opgenomen zijn in het sinds 1910 verschijnende genealogische naslagwerk Nederland's Patriciaat. Lijst volgens opgave van het CBG Centrum voor familiegeschiedenis.
A · B · C · D · E · F · G · H · I · J · K · L · M · N · O · P · Q · R · S · T · U · V · W · Y · Z